# The Last Album
The Last Album (en español: El último álbum) es el séptimo álbum de estudio del cantante puertorriqueño Don Omar. Fue publicado el 6 de diciembre de 2019 a través de Machete Music y siendo distribuido de manera internacional por Universal Music Latino.
El álbum está compuesto por 10 canciones y cuenta con las participaciones especiales de Farruko, Sharlene Taulé, Alexis & Fido, Jory y Mr. Phillips. La publicación del material fue resultado de una larga y controvertida relación profesional con el sello Machete Music y Universal Latino. El propio cantante aclaró que este será el último álbum bajo esa distribución.

## Antecedentes
A lo largo de los años, Don Omar había expresado en entrevistas sobre su compleja relación con el sello Universal, con quienes firmó en 2002. Durante la publicación de The Last Don, Vol. 2, el cantante expresó su enfado con el sello, debido a la falta de apoyo comercial y de vídeos musicales en promoción. Luego de otros contratiempos, en noviembre de 2016 publicó el sencillo «Te quiero pa' mi» junto a Zion & Lennox, esto para la edición conmemorativa de King of Kings – 10th Anniversary.
A comienzos del año siguiente, anunció sus planes de un álbum futuro, titulado Sociedad Secreta. Posterior al anuncio, estrenó un sencillo promocional, «Encanto», con la participación de Sharlene Taulé. Otras canciones anunciadas por el cantante incluían colaboraciones con Zion & Lennox, Ivy Queen («Ámame o mátame»), Wisin («Esta vez») y canciones en solitario como «Cuestión de tiempo» y «Hoy se vale to'».
Debido a sus frustraciones personales, declaró su retiro junto a una gira de despedida para finales del mismo año. Su breve retiro terminó en septiembre de 2018, participando en el remix de «Coolant» junto a Farruko y grabando una canción con Bad Bunny, esta última siendo publicada de manera posterior bajo el nombre «Pa' romperla».

## Producción
El 2 de enero de 2019, el cantante anunciaba su retorno musical junto con los planes de una gira para junio del mismo año. Unos días después, tuvo una entrevista exclusiva con Leila Cobo para Billboard, donde detalló aspectos de su receso, la oleada del trap latino, repercusiones del Huracán María y la nueva música que pensaba publicar. El primer sencillo, «Ramayama», fue publicado el 20 de abril para coincidir con la fecha 4/20. En ese periodo, fue revelado la separación de los productores A&X, quienes sólo produjeron una canción en el álbum: «Perreo Sólido (Mala)». Como dúo habían producido éxitos previos como «Danza kuduro», «Taboo» y «Dutty Love».
En junio, el cantante entregó la versión final del álbum al sello Machete Music, y en noviembre se reveló la portada del álbum con la lista de canciones. El mismo día en que el álbum fue liberado, el cantante publicó un vídeo en su canal oficial de YouTube titulado “Lo Que No Sabes de Mí”, donde habló de sus problemas y aspectos personales, como sus peleas líricas con Héctor el Father y las disputas con su sello discográfico.

## Sencillos
- «Ramayama» fue el primer sencillo oficial del álbum, con la participación del cantante Farruko, siendo producida por DJ Snake. Alcanzó la posición 43 en la lista Hot Latin Songs de la revista estadounidense Billboard.[22]

- «Vacilón» fue publicado el 15 de agosto de 2019 junto a un vídeo promocional.[23] El vídeo fue grabado en Colombia, producido por 36 Grados y dirigido por JP Valencia.[24] Alcanzó la posición 39 en la lista Latin Pop Airplay.[25]

Canciones promocionales
- «Encanto» fue un sencillo promocional, publicado en marzo de 2017, con la participación de la cantante dominicana Sharlene Taulé, además de ser compuesto parcialmente por Justin Quiles y Robin Méndez.[26] La canción ingresó en las listas Latin Rhythm Airplay y Hot Latin Songs.[27][28]

- «No te Vayas» junto a Alexis & Fido, también fue promocionado para el álbum de estudio del dúo, La Escuela, siendo esta su segunda colaboración, luego de participar en «Súbete (Remix)», que formó parte de su álbum Down to Earth.[29] Fue presentado el 22 de noviembre de 2019 a través de plataformas digitales.[30] A pesar de no tener mucha promoción, la canción ingresó en la posición 18 de la lista Latin Pop Airplay.[31]

## Lista de canciones
| N.º   | Título                            | Productor(es)                      | Duración |  |
| 1.    | «Vacilón»                         | Eliel · Hear This Music            | 2:57     |  |
| 2.    | «Perreo sólido (Mala)»            | Alcover · Frank E.D.G.L.M · Xtassy | 2:47     |  |
| 3.    | «Ramayama» (con Farruko)          | DJ Snake                           | 3:15     |  |
| 4.    | «Encanto» (con Sharlene Taulé)    | DJ Robin                           | 3:15     |  |
| 5.    | «Dile a él»                       | Alcover · DJ Nelson · DJ Robin     | 3:12     |  |
| 6.    | «No te vayas» (con Alexis & Fido) | Alcover · Fade · DJ Robin          | 3:58     |  |
| 7.    | «Báilame»                         | Alcover · JCertiFYDmusic · Sarom   | 3:22     |  |
| 8.    | «Aguas calientes»                 | Alcover                            | 3:06     |  |
| 9.    | «Fire» (con Jory y Mr. Phillips)  | Gaby Music · Puka                  | 3:46     |  |
| 10.   | «Pensando en ti»                  | Alcover · Josean Cruz              | 3:19     |  |
| 32:53 |                                   |                                    |          |  |

## Personal
Adaptado de los créditos en el CD original.
| «Vacilón» - William Landrón — Composición. - Eliel Lind Osorio — Composición, producción. - Luian Malavé (DJ Luian) — Composición, producción. - Edgar Semper, Xavier Semper (Mambo Kingz) — Composición, producción. - J. Cabrera — Composición. - Omar Rivera Maldonado — Composición. «Perreo sólido (Mala)» - William Landrón — Composición. - Milton Restituyo (Alcover) — Composición, producción. - Juan Alfonso Abreu (Xtassy) — Composición, producción. - Francisco E. Grimaldi Segovia (Frank E.D.G.L.M) — Composición, producción. - Miguel Antonio de Jesús Cruz — Composición. «Ramayama» - William Landrón — Composición. - Carlos Efrén Reyes Rosado — Artista invitado, composición. - William Sami Etienne Grigahcine — Composición, producción. - Carlos Suárez — Composición. - Christian Eloy Ramos López (Syko) — Composición. - Franklin Jovani Martínez (Frank Miami) — Composición. - Luis Pizarro — Composición. - Marcos G. Pérez — Composición. - Milton Restituyo — Composición. «Encanto» - William Landrón — Composición. - Sharlene Taulé — Artista invitada, composición. - Robin Méndez — Composición, producción. - Justin Quiles — Composición. - Milton Restituyo — Composición. «Dile a él» - William Landrón — Composición. - Milton Restituyo — Composición, producción. - Nelson Díaz — Composición, producción. - Robin Méndez — Composición, producción. - Carlos Luis González — Composición. | «No te vayas» - William Landrón — Composición. - Raúl Ortiz, Joel Martínez — Artista invitado, composición. - Milton Restituyo — Composición, producción. - Robin Méndez — Composición, producción. - José Javier Morales (Fade) — Composición, producción. - Christopher Brian Montalvo García — Composición. «Báilame» - William Landrón — Composición. - Milton Restituyo — Composición, producción. - David Rivera, Josh Rivera — Composición, producción. - Raymond “Sarom” Diaz — Composición, producción. - Miguel Antonio de Jesús Cruz — Composición. «Aguas calientes» - William Landrón — Composición. - Milton Restituyo — Composición, producción. - Salim Ascencio — Composición. - Yonathan Then Jaquez — Composición. «Fire» - William Landrón — Composición. - Fernando Sierra Benítez (Jory) — Artista invitado, composición. - Mr. Phillips — Artista invitado. - Juan G. Rivera (Gaby Music) — Producción. - Orlando Aponte Ortiz (Puka) — Composición, producción. - Raven Torres — Composición. «Pensando en ti» - William Landrón — Composición. - Milton Restituyo — Composición, producción. - Josean Cruz Valle — Composición, producción. - Arbise González (Motiff) — Composición. - Juan Cristóbal Lozada — Composición. |